# قيقب إيبيري
القيقب الإيبيري نوع نباتي ينتمي إلى جنس القيقب من الفصيلة الصابونية.